# Форум Бамберг
Форум Бамберг је вишенаменска дворана која се налази у Бамбергу (Немачка). Из спонзорских разлога пун назив дворане од 1. октобра 2013. године гласи Брозе арена (Brose Arena). Дворана је отворена 2001. године. У склопу реновирања 2006. године извршено је и проширење капацитета. Тада је број седећих места повећан са 4.750 на 6.820 за кошаркашке утакмице, односно са 6.850 на 8.000 за концерте. У децембру 2016. број седећих места на кошаркашким мечевима смањен је на 6.100 ради усклађивања са прописима Евролиге.
Ова дворана је домаћи терен кошаркашког клуба Брозе Бамберг.